# Stele İslahiye 2

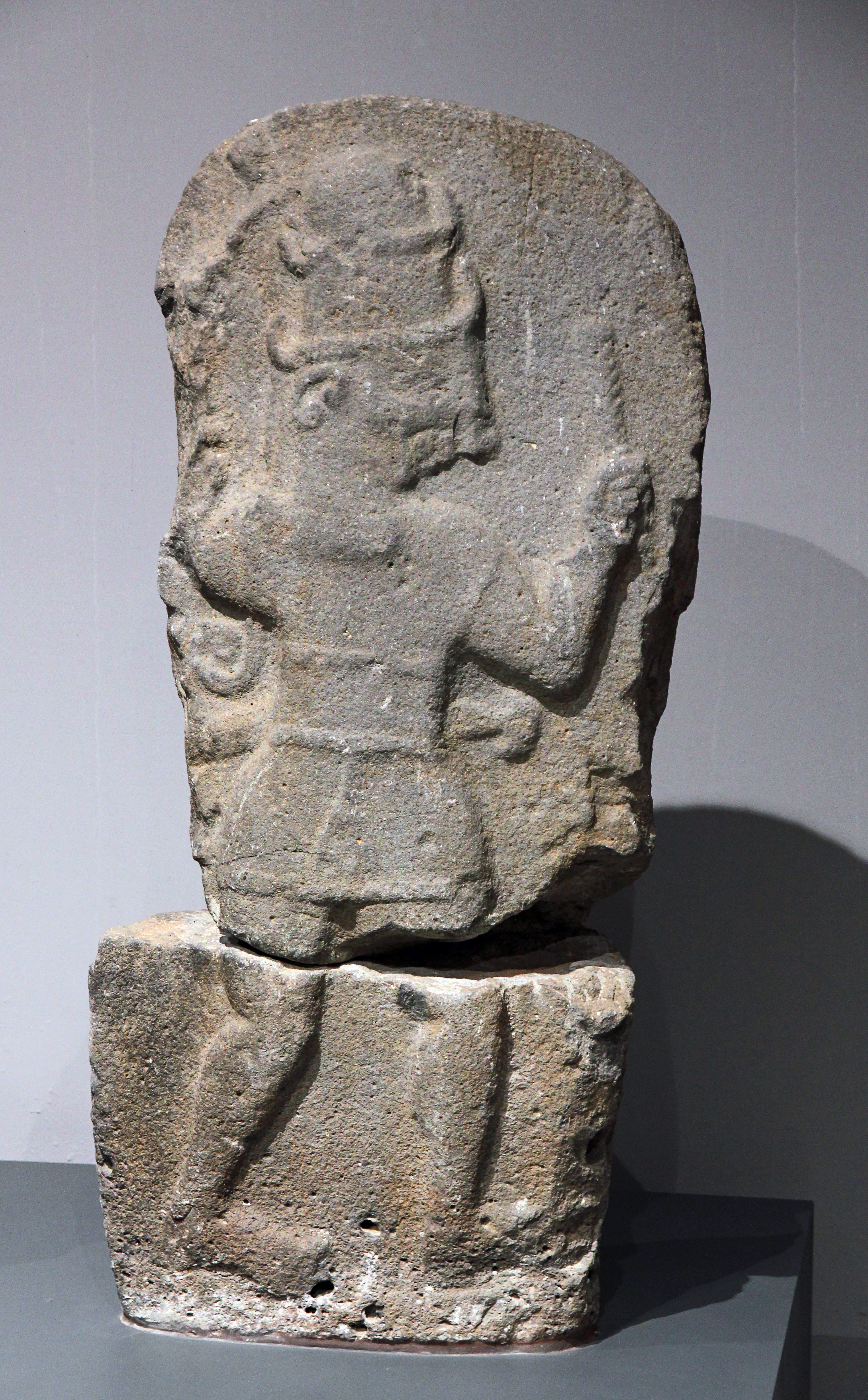
İslahiye 2

Die Stele İslahiye 2 ist ein späthethitisches Monument aus İslahiye in der südlichen Türkei aus dem 9. Jahrhundert v. Chr. Sie ist im Archäologischen Museum Adana ausgestellt und hat die Inventarnummer 2214.

## Herkunft
Die Stele wurde 1940 auf dem Gipfel des Berges Kazdağ bei İslahiye in der südtürkischen Provinz Gaziantep entdeckt. Sie war auf einem islamischen Friedhof zweitverwendet worden. Gleichzeitig wurde im selben Fundkontext eine weitere Stele İslahiye 1 gefunden.

## Beschreibung
Die oben gerundete Stele ist aus Basalt und hat eine Höhe von 0,70 Metern und eine Breite von 1,40 Metern. Das Relief ist verhältnismäßig hoch gearbeitet und die Kanten sind abgerundet. An Gliedmaßen und im Gesichtsbereich ist Modellierung erkennbar, bei Überschneidungen (Schwert und Zopf) ist die Reliefhöhe abgestuft. Dargestellt ist eine nach rechts gehende männliche Figur. Das Relief hat eine Beschädigung auf der linken Seite, wodurch der rechte Arm des Mannes fehlt, und ist auf Höhe der Oberschenkel durchgebrochen. Die Gestalt ist als Krieger gekleidet mit einem kurzen, gegürteten Rock, Schuhen mit hochgebogenen Spitzen und einem hohen konischen Helm. Dieser ist mit zwei Paaren von Hörnern geschmückt, was die Figur als Gott ausweist. Unter dem Helm hängt ein Zopf auf den Rücken herab, der auf Höhe der Hüfte aufgerollt ist. Vom Gesicht sind bis auf einen kurzen, rechteckigen Bart und das Ohr wenig Einzelheiten zu erkennen. Die erhobene linke Hand hält nach oben einen stabförmigen Gegenstand, vielleicht eine Ähre, die rechte Hand ist nicht erhalten. An der Hüfte trägt er ein fast waagrecht hängendes Schwert. Wegen der fehlenden bzw. nicht sichtbaren Attribute Streitaxt und Blitzbündel ist die Identifizierung als Wettergott unsicher. Andererseits sind auch Abbildungen des Wettergottes Tarhunza als Vegetationsspender mit Ähre in der Hand bekannt (siehe Felsrelief von İvriz). Helm, Stirn und Nase bilden eine Linie, die Proportionen wirken etwas verschoben, die Darstellung unbeholfen. Der deutsche Vorderasiatische Archäologe Winfried Orthmann schreibt in seinen Untersuchungen zur späthethitischen Kunst: „Die Zeichnung des Umrisses wirkt sehr ungeschickt, darin zeichnet sich wohl eine geringe Qualität der Arbeit ab.“ Die deutsche Archäologin Birgül Ögüt vermutet, dass es sich um die Kopie eines anderen Stückes handelt. Orthmann datiert die Stele in die Periode Späthethitisch II und damit ins 9. Jahrhundert v. Chr.